# Jagdschirm (Landgrafeneck, Darmstadt-Kranichstein)
Der Jagdschirm am Landgrafeneck ist ein Bauwerk nordöstlich von Darmstadt-Kranichstein auf der Gemarkung von Darmstadt-Arheilgen.

## Geschichte und Beschreibung
Der Jagdschirm am Landgrafeneck, aus dem 18. Jahrhundert, liegt an der Nordostecke der Gschwendwiese im Naturschutzgebiet Silzwiesen von Darmstadt-Arheilgen unweit südlich der Dianaschneise. Benannt wurde das Landgrafeneck nach den Landgrafen von Hessen-Darmstadt. Der Jagdschirm ähnelt den schanzenartigen Jagdunterständen am Charlottenplatz und an der Kernschneise. Durch die Schießscharten konnten die Jäger auf vorbeilaufende Wildschweine schießen, ohne dabei selbst angegriffen zu werden.
Der Jagdschirm ist aus Natursteinquadern rund gemauert und seitlich mit Erde angeböscht. Die Mauer ist ca. 1,4 Meter hoch und ca. 0,5 Meter dick. Der Innendurchmesser beträgt ca. 2,5 Meter. In der Mauer befinden sich fünf Schießscharten.

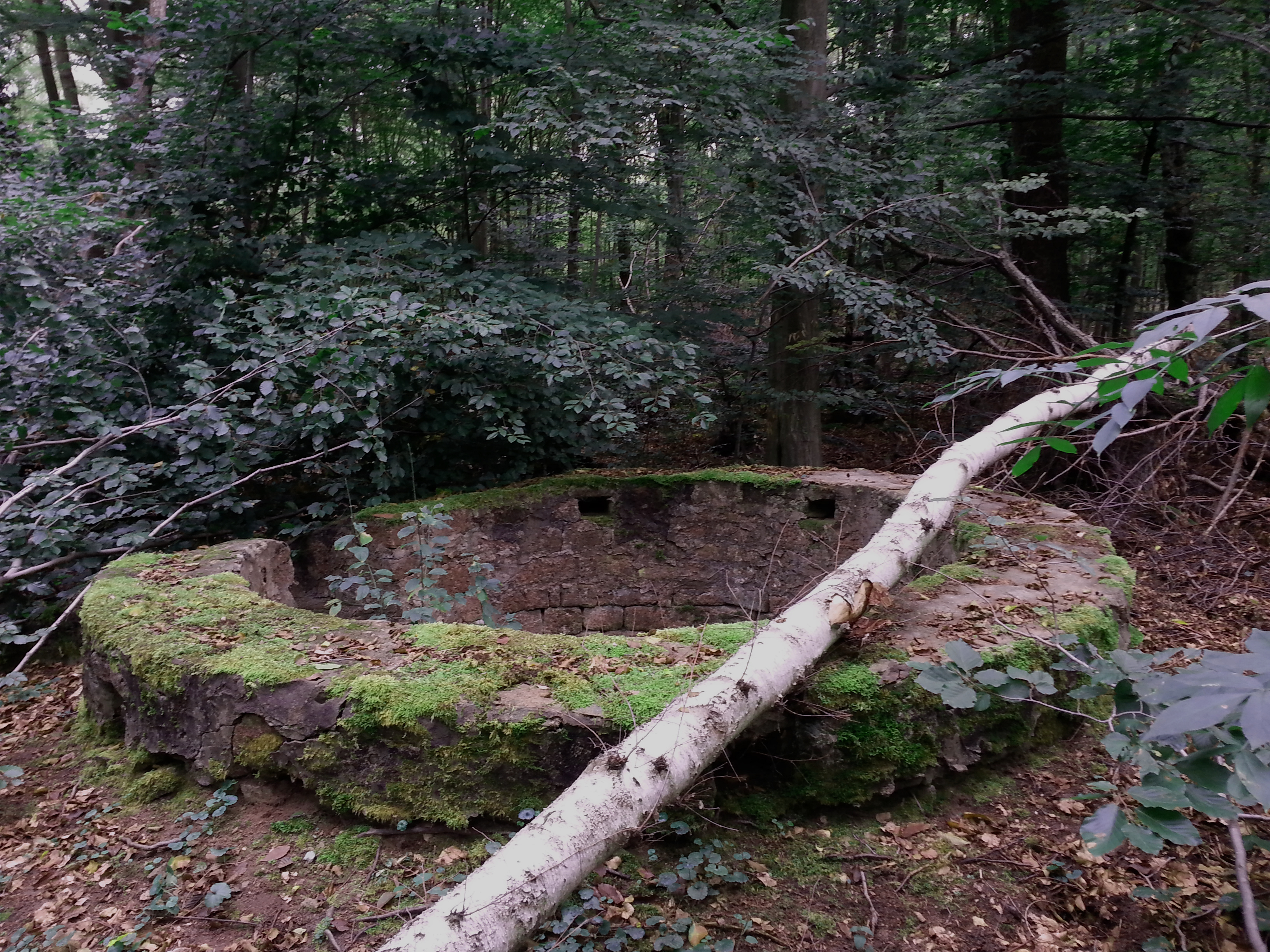
Historischer Jagdschirm am Landgrafeneck nach Sturmbruch
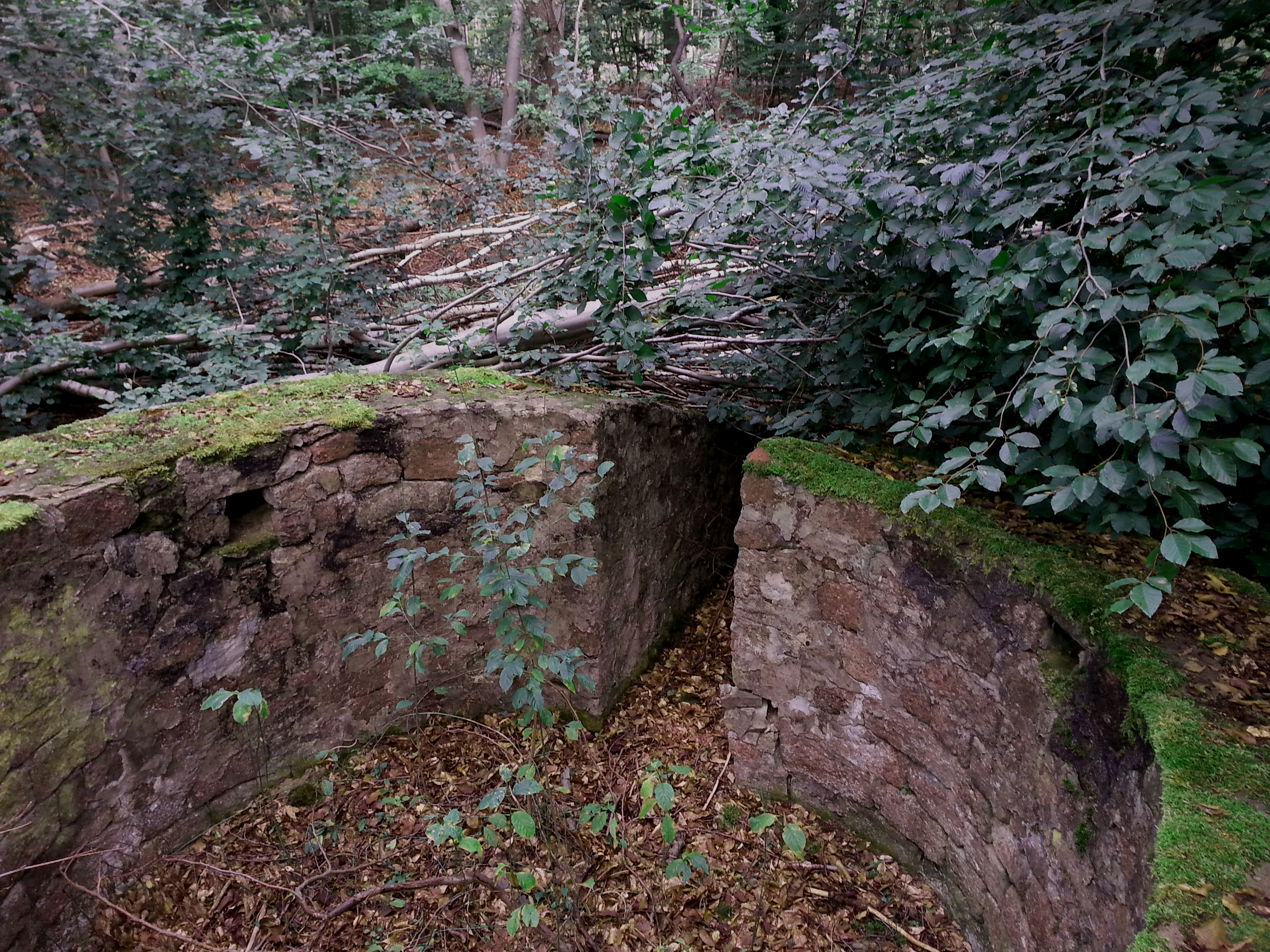
Historischer Jagdschirm am Landgrafeneck (Innenraum) nach Sturmbruch

## Denkmalschutz
Der Jagdschirm ist aus architektonischen, jagdgeschichtlichen und stadtgeschichtlichen Gründen ein Kulturdenkmal.